# Tirora
Tirora é uma cidade  no distrito de Gondiya, no estado indiano de Maharashtra.

## Demografia
Segundo o censo de 2001, Tirora tinha uma população de 22,527 habitantes. Os indivíduos do sexo masculino constituem 50% da população e os do sexo feminino 50%. Tirora tem uma taxa de literacia de 75%, superior à média nacional de 59.5%: a literacia no sexo masculino é de 83% e no sexo feminino é de 67%. Em Tirora, 12% da população está abaixo dos 6 anos de idade.